# János Kilián
János Kilián (* 19. Dezember 1922 in Budapest; † 26. März 2016 in Stockholm) war ein ungarischer Eisschnellläufer.
Kilián errang in den Jahren 1944 und 1946 bei den ungarischen Meisterschaften jeweils den dritten Platz und belegte bei den Olympischen Winterspielen 1948 in St. Moritz den 16. Platz über 10.000 m, den 15. Rang über 1500 m sowie den 14. Platz über 500 m. Im folgenden Jahr lief er bei der Mehrkampfeuropameisterschaft in Davos auf den 15. Platz im Großen Vierkampf und bei den ungarischen Meisterschaften auf den zweiten Rang. Nach der Saison 1948/49 beantragte Kilián Asyl in Schweden. Dort blieb er sein ganzes Leben und arbeitete als Eisschnelllauftrainer.

## Persönliche Bestleistungen
| Disziplin | Zeit        | Datum            | Ort        |
| --------- | ----------- | ---------------- | ---------- |
| 500 m     | 44,0 s      | 7. Februar 1943  | Budapest   |
| 1000 m    | 1:35,2 min  | 7. Februar 1943  | Budapest   |
| 1500 m    | 2:22,5 min  | 30. Januar 1948  | St. Moritz |
| 3000 m    | 5:15,0 min  | 20. Februar 1943 | Budapest   |
| 5000 m    | 8:52,1 min  | 5. Februar 1949  | Davos      |
| 10.000 m  | 18:36,8 min | 23. Februar 1943 | Budapest   |